# تامی اسمیت (دونده)
تامی اسمیت (انگلیسی: Tommie Smith؛ زادهٔ ۶ ژوئن ۱۹۴۴) یک دونده و بازیکن فوتبال گریدیرون اهل ایالات متحده آمریکا است.
از افتخارات وی میتوان به کسب مدال طلا دو ۲۰۰ متر در بازی‌های المپیک تابستانی ۱۹۶۸ اشاره کرد.